# Помбейру-де-Рибавизела
Помбейру-де-Рибавизела (порт. Pombeiro de Ribavizela)  —  район (фрегезия) в Португалии,  входит в округ Порту. Является составной частью муниципалитета  Фелгейраш. По старому административному делению входил в провинцию Дору-Литорал. Входит в экономико-статистический  субрегион Тамега, который входит в Северный регион. Население составляет 2142 человека на 2001 год. Занимает площадь 4,61 км².
Покровителем района считается Мария Магдалина (порт. Santa Maria Maior). 